# Bembix rostrata
Bembix rostrata és una espècie d'himenòpter de la família dels crabrònids. És nativa d'Europa Central i està protegida legalment.

## Distribució
B. rostrata es distribueix d'Europa i la conca del Mediterrani a Àsia central arribant pel nord a Dinamarca i Suècia.

## Característiques
B. rostrata mostra un comportament distintiu al front del seu niu, excavant les galeries ràpidament amb moviments sincronitzats de les seves potes. La seva mida (15–24 mm), el seu vistós abdomen de bandes negres i grogues i les parts de la seva boca (labrum) que formen un bec estret són característiques distintives.

## Comportament
B. rostrata forma colònies d'entre 12 a diversos centenars d'insectes, on cadascuna de les femelles construeixen un tub de fins a 20 cm de llargada que conté una sola cel·la de cria. Hi emmagatzemen dotzenes d'insectes, predominantment grans dípters (Tabanidae, Syrphidae), que alimenten les larves d'aquestes vespes per a formar, en dues setmanes l'estadi d'imago. B. rostata sovint fa els nius en el mateix lloc any rere any.
Aquesta espècie s'ha enrarit per pèrdua d'hàbitat de sorres, per exemple en la conca del Rhin. També és un hoste per a diversos parasitoides com els de les famílies Bombyliidae, Conopidae i Mutillidae. Una vespa cucut especialitzada en B. rostrata és Parnopes grandior.
El comportament de B. rostrata va portar al famós naturalista occità Jean-Henri Fabre a fer estudis intensius d'aquesta espècie.

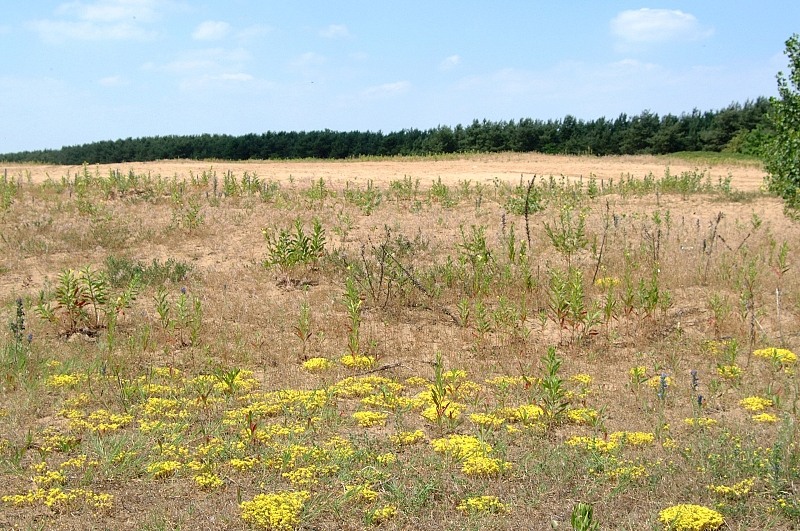
Duna de sorra prop de Darmstadt, hàbitat típic de Bembix rostrata